# Livio Zambeccari
Tito Livio Zambeccari (Bologna, 30 giugno 1802 – Bologna, 2 dicembre 1862) è stato un patriota italiano.
Figlio del conte Francesco Zambeccari e di Diamante Negrini, fu gran maestro del Grande Oriente d'Italia nel 1860 e tra il 1861 e il 1862.

## Biografia

### Prima gioventù
Affiliato fin da giovane alla Carboneria, fu costretto all'esilio a seguito dei moti rivoluzionari del 1821. Dopo essersi rifugiato in Spagna, lottò a fianco dei costituzionalisti di Rafael del Riego. Spentasi la rivoluzione, viaggiò in tutta Europa seguendo le sue inclinazioni di naturalista, fino a che decise di partire per il Sud America.

### In America meridionale
Giunto a Montevideo nel 1826, Zambeccari combatté in Argentina, tra le file degli ussari unitarios contro i federales di Juan Manuel de Rosas e, successivamente, prese parte ai moti separatisti della provincia brasiliana del Rio Grande do Sul, che videro tra i protagonisti anche Giuseppe Garibaldi. Catturato dall'esercito imperiale di Pietro II nel 1836, venne tenuto prigioniero per tre anni. Il 2 dicembre 1839 venne liberato, a patto di lasciare definitivamente il Brasile. Salpato a bordo della nave inglese La Lira giunse a Londra, dove conobbe Giuseppe Mazzini, e poi si spostò in Francia.

### Tra i Cacciatori del Reno
Tornato in Italia nel 1841, Zambeccari partecipò attivamente agli avvenimenti che portarono all'Unità del Paese: fu tra i protagonisti dei moti mazziniani che ebbero luogo in Romagna tra il 1843 e il 1845 e, nel 1848, prese parte alla prima guerra d'indipendenza come comandante del battaglione volontario dei Cacciatori del Reno, distinguendosi per varie operazioni, soprattutto nel Veneto.

### Alla difesa di Ancona nell'assedio del 1849
Nel 1849 il governo della Repubblica romana lo pose al comando della piazzaforte di Ancona, assediata dagli austriaci, che volevano riconsegnarla al papa. L'assedio austriaco del 1849 ad Ancona fu un episodio significativo della prima guerra di indipendenza italiana.  Il 21 giugno, dopo quasi un mese di eroica resistenza, la città, sottoposta a incessante bombardamento, fu costretta a cedere, ma il comandante austriaco generale Franz von Wimpffen, riconoscendo il valore dei difensori, tra cui il tenente colonnello Giulio Especo y Vera, comandante dell'Artiglieria della città, concesse loro l'onore delle armi. Nel 1859, quando l'unità italiana era stata ormai ottenuta, Ancona fu decorata con la medaglia d'oro del Risorgimento nazionale. Tutto ciò, ottenuto in condizioni di grande inferiorità di uomini e di mezzi, certo mostra il grande valore dello Zambeccari. In seguito alla sconfitta infertagli ad Ancona, dovette riparare in esilio, prima in Grecia e poi, dal 1854, in Piemonte.

### Con Garibaldi
Dopo la partecipazione volontaria di Zambeccari alla battaglia del Volturno, svoltasi tra settembre e ottobre del 1860, Garibaldi lo nominò generale dell'esercito meridionale.
Poco dopo, però, si ritirò a Bologna, a causa delle sue precarie condizioni di salute. Morì a Bologna nel 1862.

### Attività massoniche
L'8 ottobre 1859 fondò a Torino, con altri sette fratelli massoni, la loggia "Ausonia" che fu all'origine, il 20 dicembre 1859, del Grande Oriente d'Italia. Zambeccari s'impegnò molto per la rifondazione della Massoneria italiana, e, verso la fine dell'anno seguente, fu ad interim Gran Maestro del GOI, e di nuovo da ottobre 1861 a febbraio 1862.
Nel 1860, in qualità di Principe Rosa-Croce del Rito scozzese antico ed accettato, fondò la loggia "Concordia Umanitaria" di Bologna e nel 1862 fu membro effettivo della loggia "Osiride" di Torino.

### Toponomastica
A Livio Zambeccari sono dedicate una via nella natia città di Bologna e una in quella di Vicenza, vicino ai luoghi in cui egli e i suoi uomini combatterono contro le truppe austriache. A Tito Livio Zambeccari è dedicata una via anche nella città di Porto Alegre - Stato del Rio Grande do Sul - Brasile riconoscendo la sua importante partecipazione alla Rivoluzione Farroupilha ormai integrata nella memoria collettiva degli abitanti del Rio Grande do Sul come momento identitario.